# Gößnitzbach (Teigitsch)
Der Gößnitzbach ist ein rund 26 Kilometer langer Fluss im Bezirk Voitsberg in der Weststeiermark. Er entspringt bei der Krugmoarödenalm zwischen dem Wölkerkogel und dem Brandkogel. Der Gößnitzbach bildet die Gemeindegrenze von fünf Gemeinden, ehe er von links kommend bei der Rotte Teigitschgraben in die Teigitsch mündet.

## Verlauf
Der Gößnitzbach entspringt am östlichen Hang des zwischen dem Wölkerkogel im Westen und dem Brandkogel im Norden verlaufenden Höhenzugs, etwa 40 Meter westlich der Krugmoarödenalm auf etwa 1501 m ü. A. Er fließt anfangs nach Südosten, biegt aber bereits nach etwa 100 Metern, südlich der Krugmoarödenalm nach Nordosten ab. Nach rund 200 Metern schwenkt der Gößnitzbach seinen Lauf erneut nach Südosten. Auf diesem Kurs bleibt er für circa 700 Meter, ehe er nach Nordosten abbiegt. Nach weiteren 700 Metern nimmt der Gößnitzbach einen relativ geraden Ostsüdostkurs ein, auf dem er mehr als 7 Kilometer bleibt. Auf diesem Abschnitt fließt er an den beiden Streusiedlungen Oberberg und Pechgraben vorbei.
Nördlich des Dorfes Gößnitz nimmt der Gößnitzbach einen Südostkurs ein, wobei er östlich an Gößnitz und westlich an Puchbach vorbeifließt. Etwa 200 Meter nach der Einmündung des Frei-Gößnitzbaches fließt der Gößnitzbach bis zur Einmündung des Lankowitzbachs in einem Linksbogen insgesamt nach Osten. Nach dem anschließenden Rechtsbogen nimmt der Gößnitzbach bis zu seiner Mündung einen etwas mäandernden Ostkurs ein. So durchfließt er die Streusiedlung Gößnitzgraben, bevor er westlich der Rotte Teigitschgraben in die Teigitsch mündet.
Der Mittellauf des Gößnitzbaches zwischen den Mündungen des Frei-Gößnitzbachs und des Wölkartbachs markiert die Gemeindegrenze zwischen Köflach im Norden und Edelschrott im Süden. Der Abschnitt zwischen den Mündungen des Schinderbachs und des Puchbachs zeichnet grob den Grenzverlauf zwischen Rosental an der Kainach im Norden und Sankt Martin am Wöllmißberg im Süden. Der Verlauf des Gößnitzbachs ab der Einmündung des Puchbachs bis zur Mündung in die Teigitsch bildet die Grenze zwischen Sankt Martin am Wöllmißberg im Süden und Voitsberg im Norden.
Der Gößnitzbach durchfließt fast auf seiner gesamten Länge einen Graben zwischen Erhebungen und Ausläufern der Stubalpe. Nur südöstlich von Puchbach und der Hans Giegerl-Siedlung verbreitert sich der Graben auf einer Länge von etwa einem Kilometer zum Köflach-Voitsberger Becken hin.

## Hochwasser
Der Gößnitzbach tritt immer wieder über seine Ufer. So überschwemmte er im August 2018 Teile des Gößnitzgrabens, so dass die durch den Graben verlaufenden Straßen teilweise einen halben Meter unter Wasser waren.

## Nebenflüsse
| Zuläufe und Bauwerke \| Gößnitzbach \| Gößnitzbach \| Gößnitzbach \| \| --------------------------- \| ----------- \| ----------------------- \| \| Legende \| \| \| \| Maria Lankowitz \| \| Maria Lankowitz \| \| \| \| \| \| Löckermattlbachl \| \| \| \| \| \| Eisnerbach \| \| Gradnerbach \| \| \| \| Schatteisnerbachl \| \| \| \| \| \| Adamjacklbach \| \| Rafflerbachl \| \| \| \| \| \| Kemetbach \| \| Seinerwirtbach \| \| \| \| Spengerbach \| \| \| \| Höllibachl \| \| \| \| Eisnerbachl \| \| \| \| Maria Lankowitz \| \| Köflach \| \| Irlibach \| \| \| \| Frei-Gößnitzbach \| \| \| \| Edelschrott \| \| Köflach \| \| Schleiferbach \| \| \| \| Langmannbach \| \| \| \| \| \| Lankowitzbach \| \| Rainerbach \| \| \| \| Wölkartbach \| \| \| \| Köflach \| \| Köflach \| \| Schinderbach \| \| \| \| Wienerbach \| \| \| \| Sankt Martin am Wöllmißberg \| \| Köflach \| \| \| \| Kogelbauerbach \| \| Sankt Martin am Wöllmißberg \| \| Rosental an der Kainach \| \| \| \| Puchbach \| \| Ebenbauergraben \| \| \| \| Sankt Martin am Wöllmißberg \| \| Voitsberg \| \| \| \| Kopperbach \| \| Frischergraben \| \| \| \| Hohlgraben \| \| \| \| \| \| Wolfshuberbach \| \| Ebenwolfshubergraben \| \| \| \| Ebentetzlgraben \| \| \| \| \| \| Wolfshubergraben \| \| \| \| Waldmichlbach \| \| Grötschbach \| \| \| \| \| \| Kirschnergraben \| \| Teigitsch \| \| \| |  |                         |
| Gößnitzbach |  |                         |
| Legende |  |                         |
| Maria Lankowitz |  | Maria Lankowitz         |
| |  |                         |
| Löckermattlbachl |  |                         |
| |  | Eisnerbach              |
| Gradnerbach |  |                         |
| Schatteisnerbachl |  |                         |
| |  | Adamjacklbach           |
| Rafflerbachl |  |                         |
| |  | Kemetbach               |
| Seinerwirtbach |  |                         |
| Spengerbach |  |                         |
| Höllibachl |  |                         |
| Eisnerbachl |  |                         |
| Maria Lankowitz |  | Köflach                 |
| Irlibach |  |                         |
| Frei-Gößnitzbach |  |                         |
| Edelschrott |  | Köflach                 |
| Schleiferbach |  |                         |
| Langmannbach |  |                         |
| |  | Lankowitzbach           |
| Rainerbach |  |                         |
| Wölkartbach |  |                         |
| Köflach |  | Köflach                 |
| Schinderbach |  |                         |
| Wienerbach |  |                         |
| Sankt Martin am Wöllmißberg |  | Köflach                 |
| |  | Kogelbauerbach          |
| Sankt Martin am Wöllmißberg |  | Rosental an der Kainach |
| |  | Puchbach                |
| Ebenbauergraben |  |                         |
| Sankt Martin am Wöllmißberg |  | Voitsberg               |
| |  | Kopperbach              |
| Frischergraben |  |                         |
| Hohlgraben |  |                         |
| |  | Wolfshuberbach          |
| Ebenwolfshubergraben |  |                         |
| Ebentetzlgraben |  |                         |
| |  | Wolfshubergraben        |
| |  | Waldmichlbach           |
| Grötschbach |  |                         |
| |  | Kirschnergraben         |
| Teigitsch |  |                         |